# Bryhnia nitida
Bryhnia nitida är en bladmossart som beskrevs av Kyuichi Sakurai 1941. Bryhnia nitida ingår i släktet Bryhnia och familjen Brachytheciaceae. Inga underarter finns listade i Catalogue of Life.